# Badlay ibn Sa'ad ad-Din
Badlay ibn Sa'ad ad-Din II (بادلاي بن سعد الدين (arabo), Sihab ad-Din Ahmad Badlay, Arwe Badlay (Badlay la Bestia in somalo); Zeila, ... – Gomit, 1445) è stato un sultano somalo.
Figlio di Sa'ad ad-Din II, fu sultano di Adal.

## Biografia
Si sa molto poco della vita del sultano Badlay, ma si sa che a un certo punto, alla sua ascesa al trono, egli spostò la capitale di Adal a Dakkar (una città che si trovava a qualche miglio a sudovest di Harar, e che l'accademico Richard Pankhurst ritiene che fu fondata dallo stesso Badlay). SI rivoltò contro il suo signore etiope, alla guida di una Jihād che lo portò a conquistare la provincia di Bale. Nel 1443, egli invase la provincia di Dawaro; respinto una prima volta, ritentò nel 1445, ma venne sconfitto e ucciso da Zara Yaqob, Imperatore d'Etiopia, nella battaglia di Gomit Stando alle Cronache Reali di Zara Yaqob, l'Imperatore tagliò a pezzi il suo corpo e li sparpagliò in diverse parti del suo regno: la sua testa fini in un posto chiamato "Amba", mentre le altre parti finirono a Axum, Manhadbe, Wasel (vicino all'odierna Dessiè), Jejeno (forse Mekane Selassie), Lawo (probabilmente Lawo Gabaya) e Wiz (posizione ignota).